# جمعية غينيا الوطنية
جمعية غينيا الوطنية (بالإنجليزية: National Assembly)‏ هي الهيئة التشريعية في غينيا، وتتكون من 114 مقعداً.